# Arnau de Preixens
Arnau de Preixens (ur. ???? – zm. ????) – hiszpański duchowny katolicki, biskup Seo de Urgel od 1167 roku do 1195 roku.